# Autobus piętrowy

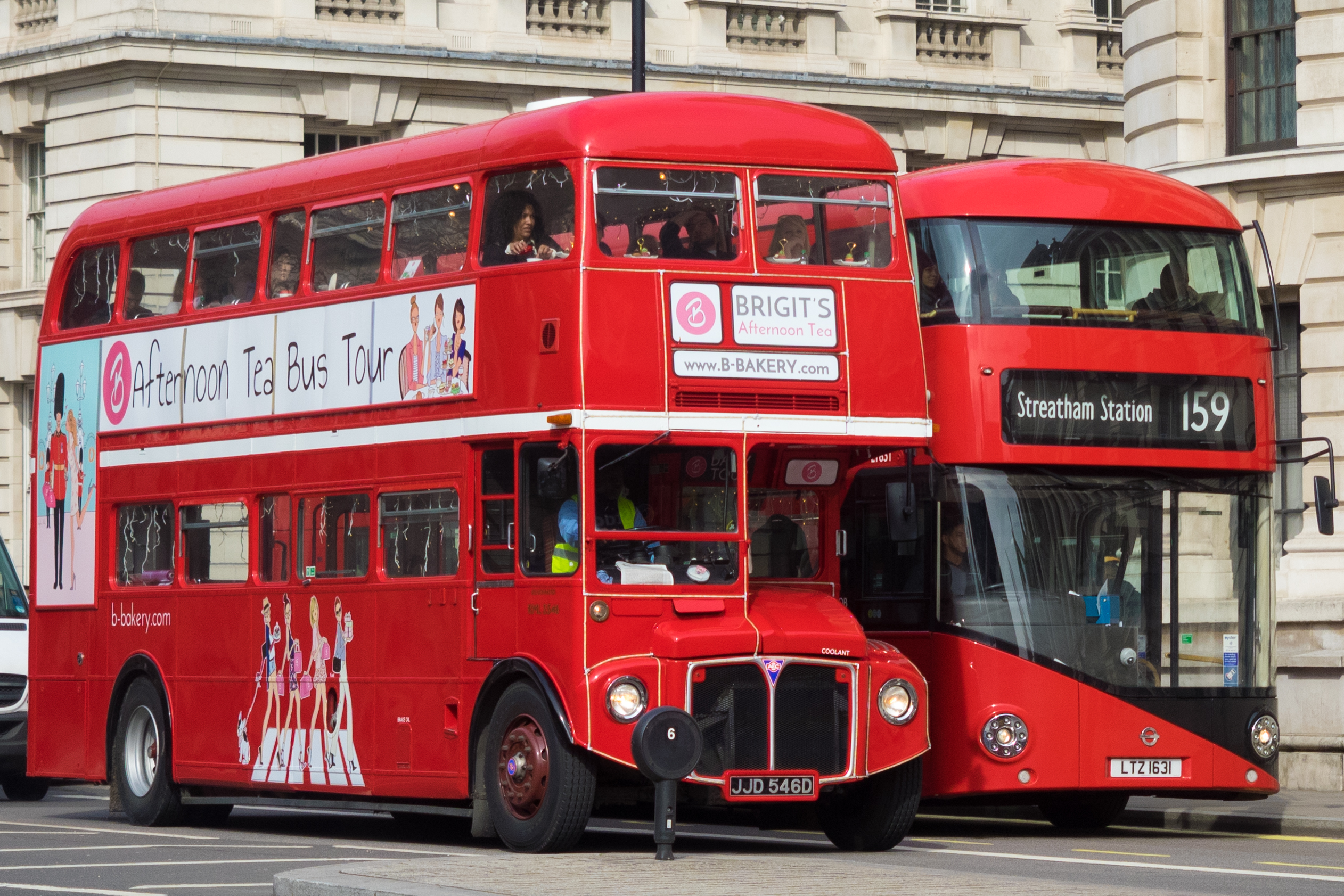
Londyńskie autobusy piętrowe – Routemaster z lat 60. (z lewej) i New Routemaster z 2012 r. (z prawej)

Autobus piętrowy – autobus z dwoma poziomami (piętrami) do przewozu pasażerów.
W komunikacji miejskiej wykorzystywany głównie w Wielkiej Brytanii, gdzie najbardziej rozpoznawalnym modelem jest londyński Routemaster. Autobusy piętrowe stanowią znaczną część taboru również w Hongkongu i Singapurze, a na kontynencie europejskim – w Berlinie oraz w Dublinie, gdzie przewoźnik Dublin Bus posiada 916 autobusów piętrowych.
Istnieją modele autobusów bez dachu, które wykorzystywane są do obwożenia turystów po większych miastach (np. Londyn, Edynburg, Dublin, Kraków).
Piętrowa konstrukcja bywa także stosowana w przypadku autobusów dalekobieżnych (autokarów).

## Autokary piętrowe

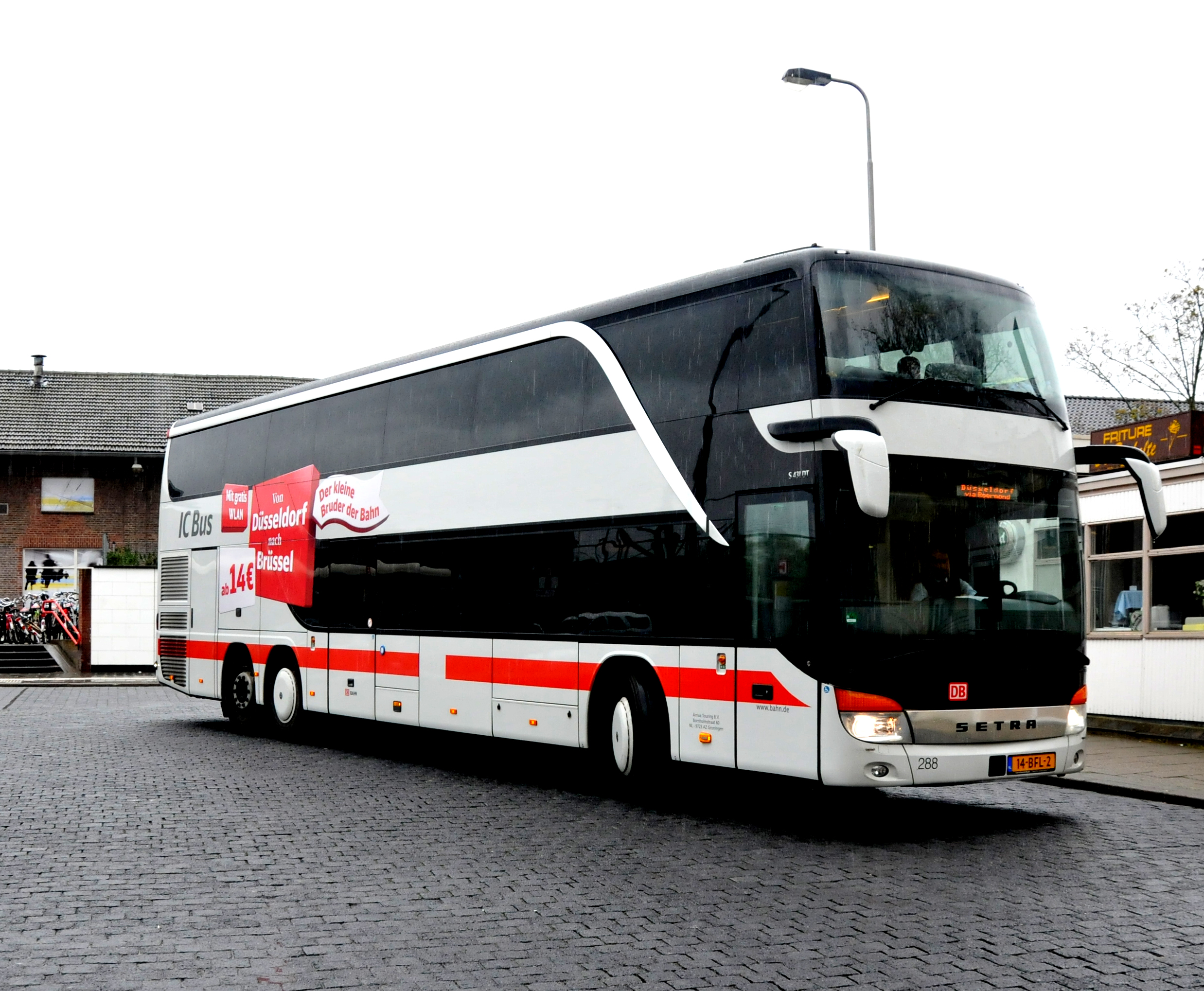
Autokar piętrowy Setra S 431 DT

Pierwszy autokar piętrowy – Neoplan Skyliner został skonstruowany w 1967 roku. 
W Europie do współcześnie produkowanych autokarów piętrowych należą m.in. Neoplan Skyliner, Setra S 531 DT, Van Hool TDX25 i TDX27 Astromega. Rzadziej występują autokary piętrowe producentów hiszpańskich, np. Ayats Bravo, Beulas Jewel. 
Turystyczne autokary piętrowe zazwyczaj występują w długości nadwozia pomiędzy 13 a 14 metrów. Do początków XXI wieku produkowane były autokary piętrowe o długości 12 metrów – Setra S 228, Setra S 328, Neoplan N122, Ayats Bravo I, jednak ze względu na małą pojemność pasażerską i bagażową producenci stopniowo zastępowali je dłuższymi modelami. 
Największą wadą autokarów piętrowych jest mniejsza pojemność bagażników, co jest szczególnie dokuczliwe ze względu na fakt, że autokary te zabierają nawet o 30 pasażerów więcej od standardowego autokaru 12-metrowego (50 pasażerów). Problem ten częściowo rozwiązywany jest przez montaż dodatkowego bagażnika – tzw. "plecaka" na tylnej ścianie autokaru lub dołączenie przyczepy bagażowej. 
Inną bolączką autobusów piętrowych jest niska ładowność związana z wysoką masą własną pojazdów. Pusty turystyczny autokar piętrowy waży w granicach 17-19 ton, co przy dopuszczalnej masie całkowitej dla pojazdu trzyosiowego wynoszącej 26 ton powoduje, że autokarem takim dość łatwo przekroczyć normy wagowe. 